# Vadarci
Vadarci (Hongaars: Tiborfa) is een plaats in Slovenië en maakt deel uit van de gemeente Puconci in de NUTS-3-regio Pomurska. De plaats telde 312 inwoners op 1 januari 2019.

## Bevolking

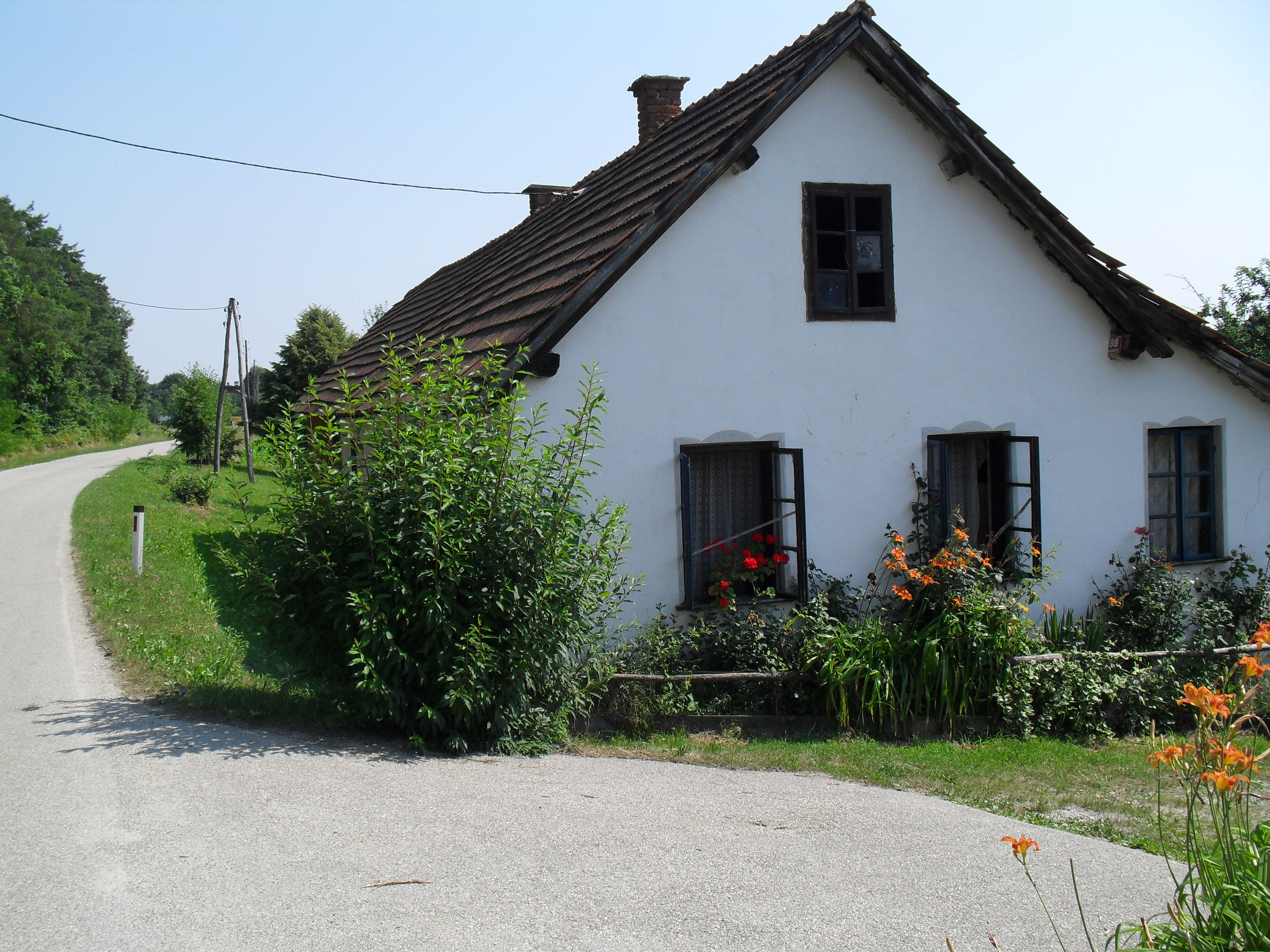
Een oud huis in Vadarci

Het inwonersaantal is de afgelopen jaren afgenomen. In de volkstelling van 2011 werden 369 inwoners geteld, terwijl dat er in 2018 329 waren. Op 1 januari 2019 werden er 312 inwoners geteld, waarvan 147 mannen en 165 vrouwen. 
| Inwonersaantal | Inwonersaantal | Inwonersaantal | Inwonersaantal | Inwonersaantal | Inwonersaantal |
| -------------- | -------------- | -------------- | -------------- | -------------- | -------------- |
| Jaartal        | 1991           | 2002           | 2011           | 2018           | 2019           |
| Inwonersaantal | 435            | 378            | 369            | 329            | 312            |

## Economie

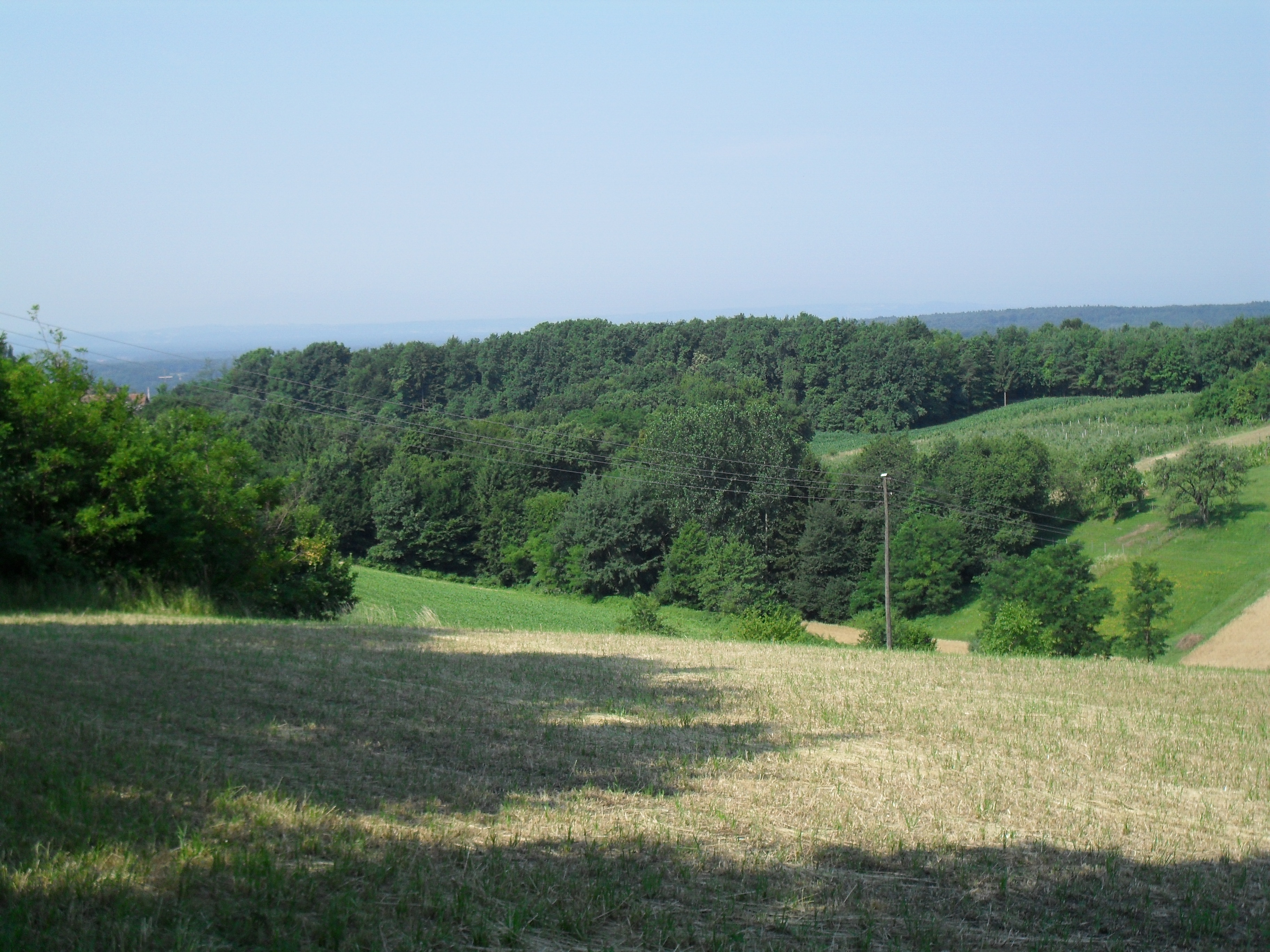
Een weide in Vadarci

De meeste inwoners werken in de landbouw.

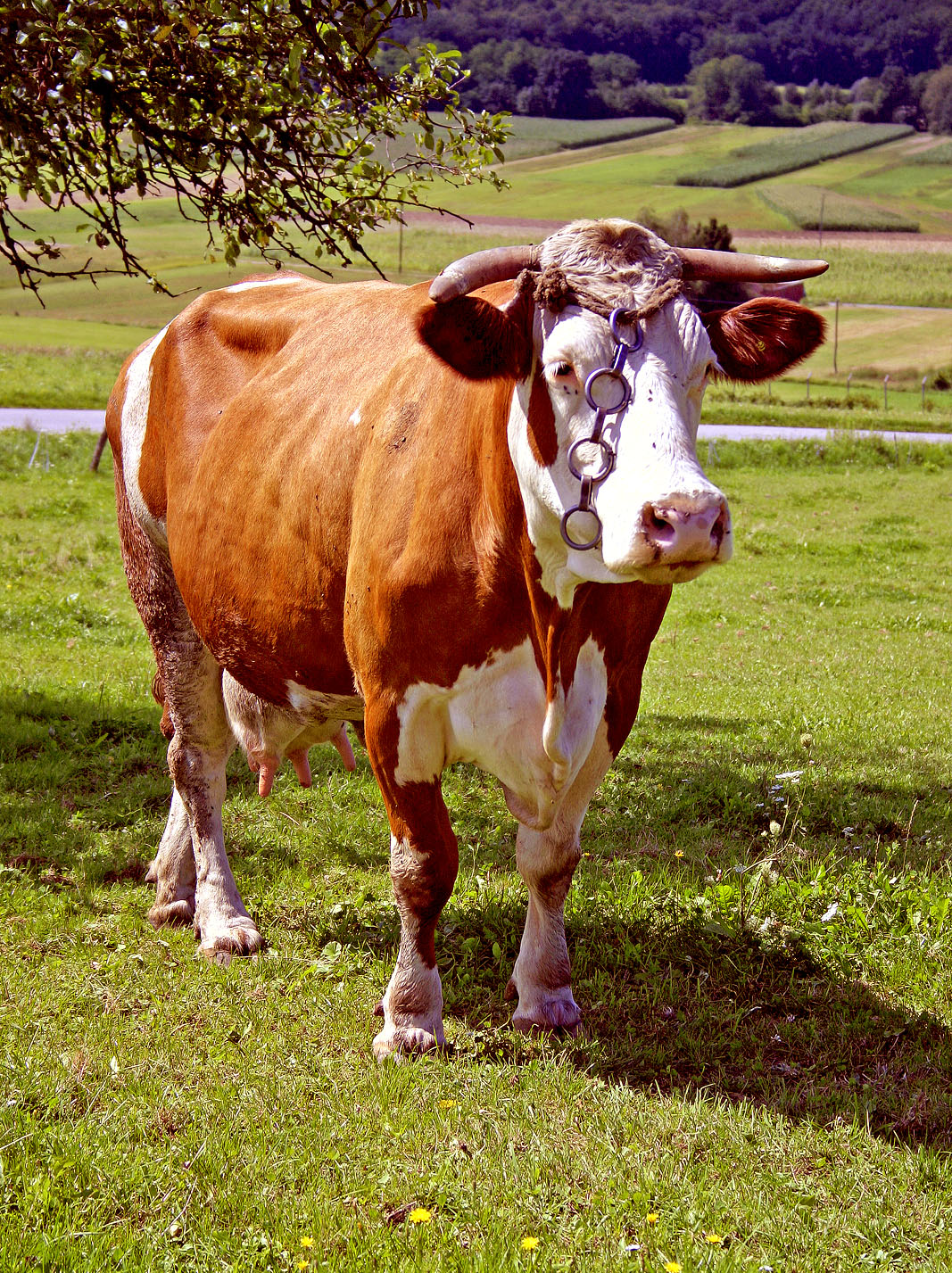
Een Simmentaler-melkkoe in Vadarci